# Constantin Manoliu
Constantin T. Manoliu (1890 - 1946) a fost un general român care a luptat în cel de-al Doilea Război Mondial.
A absolvit Școala de Ofițeri în 1912.
A fost înaintat în 1 aprilie 1937 la gradul de colonel și în 24 ianuarie 1942 la gradul de general de brigadă. A făcut parte din Corpul ofițerilor magistrați.